# Lateraliteit
Lateraliteit (of: hemisferische specialisatie) duidt op verschillen in specialisatie van de beide hersenhelften. Men bedoelt hiermee vooral verschillen in zintuigelijke, motorische, cognitieve en emotieve functies.

## Anatomie
De beide hersenhelften (ook wel hemisferen genoemd) vertonen in anatomisch opzicht een sterke symmetrie. Bovendien zijn zij via meerdere zenuwbundels, waaronder de hersenbalk of het corpus callosum met elkaar verbonden. De  rechter- en linkerlichaamshelften projecteren daarbij naar de contralaterale (aan tegenovergestelde zijde gelegen) gebieden in de  hersenen. Voor de tastprikkels is dit de somatosensibele schors en voor het sturen van bewegingen de motorische schors. De rechter- en linkerdelen van het netvlies projecteren naar de ipsilaterale delen van de visuele schors. Er bestaan echter ook asymmetrieën in de anatomie van de hersenen. Geschwind en Levitsky toonden aan dat het planum temporale, een gebied in het bovenste deel van de temporale kwab bij 65% van de mensen iets groter was in de linker- dan rechterhersenhelft. Bij 24% was er geen verschil, en bij 11% was het gebied rechts groter dan links.

## Evolutie
Volgens Corballis is de grote overeenkomst in anatomie tussen linker- en rechterhersenhelft het gevolg van geleidelijke aanpassingen aan een omgeving waarbij snelle oriëntatie op prikkels aan zowel de linker- als rechterzijde van het lichaam de overlevingskansen vergrootte. Een ander voordeel van een 'dubbel brein' zou mogelijk liggen in een grotere capaciteit om informatie te verwerken (zoals het feit dat de longcapaciteit groter is bij twee longen dan bij één long). Daarentegen is de asymmetrie van de hersenen weer nuttig voor functies waarbij symmetrie geen direct selectievoordeel biedt. Dit zou vooral gelden voor gedragsfuncties die 'van binnen uit' worden gestuurd, zoals planning van bewegingen, spraak en gedrag. Mogelijk heeft een eigenschap als rechts/linkshandigheid de basis gelegd voor de hemisferische specialisatie van dergelijke intern gestuurde cognitieve functies. In dit verband wordt ook wel gesproken van het sneeuwbaleffect. Dit houdt in dat als een elementaire functie door een specifieke hersenhelft wordt uitgevoerd (zoals de beweging van de rechterhand in de linkerhersenhelft) ook meer complexe functies (zoals bijvoorbeeld spraak) zich later in dezelfde hersenhelft 'nestelen'. Zij sluiten dan als het ware aan op de aldaar reeds gevormde neurale verbindingen.       

## Zintuiglijke functies

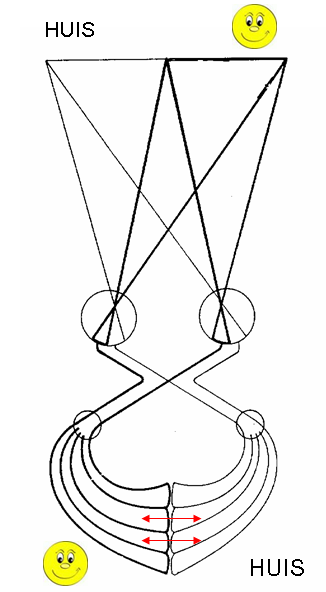
Anatomie van het visuele systeem: rechterveldprikkel (Smiley) projecteert naar linkerhersenhelft, linkerveldprikkel (HUIS) naar rechterhersenhelft. De rode pijlen zijn zenuwbanen van de hersenbalk tussen de beide hemisferen

Als mensen of dieren een punt midden in het gezichtsveld  fixeren, projecteert het rechterdeel van het gezichtsveld (via de linkernetvlieshelften) naar de linkerhersenhelft, en het linkerdeel van het veld (via de rechternetvlieshelften) naar de rechterhersenhelft. Dit verschijnsel wordt ook wel aangeduid als perceptuele asymmetrie. Van dit anatomische gegeven wordt gebruikgemaakt in de zogeheten visuele halfveldtaak. Hierin worden visuele prikkels zoals plaatjes van voorwerpen of woordjes afwisselend en voor korte duur (bijvoorbeeld 200 msec) in het linker- of rechtergezichtsveld aangeboden. Deze ruimtelijke (links/rechts) scheiding vinden we ook voor tastprikkels, waarbij prikkels van de rechterlichaamshelft het tastgebied in de linker- en die van de linkerlichaamshelft het tastgebied in de rechterhersenhelft bereiken. Voor het gehoor is de scheiding minder duidelijk omdat elk oor (en gehoorszintuig) verbindingen heeft met de gehoorsgebieden van beide hersenhelften (zie hiervoor: dichotische luistertaak)

## Motorische functies
Bewegingen van ledematen aan de linkerkant van het lichaam worden gestuurd door de motorische gebieden in de rechterhelft van de hersenen, en die aan de rechterkant door motorische gebieden in de linkerhelft van de hersenen (zie ook motorische homunculus). Bij de meeste mensen blijkt daarbij een voorkeur te bestaan voor het gebruik van de rechterhand bij schrijven, manipulatie en grijpen van voorwerpen etc.

## Cognitieve functies
- Cerebrale dominantie

De Engelse neuroloog John Hughlins Jackson introduceerde rond 1860 het begrip cerebrale dominantie. Dit hield in dat een hersenhelft qua functie domineert over de andere hersenhelft. Omdat bleek dat taal vaak verbonden is met de linkerhersenhelft, en taal beschouwd werd als de functie die ook het denken bepaalt, raakte het idee in zwang dat de linkerhersenhelft de dominante hersenhelft is voor alle cognitieve functies. Later bleek dat dit niet altijd het geval hoeft te zijn.  
- Taal

Bij de meeste personen blijken taalfuncties met de linkerhersenhelft verbonden te zijn. Daarbij is het belangrijk een onderscheid te maken tussen taalbegrip en taalproductie, of spraak. Voor spraak verschillen de percentages iets voor rechts- en linkshandigen: respectievelijk 96% en 70%. Bij 15% van de linkshandigen is echter spraak met de rechterhersenhelft verbonden. Dit is vastgesteld met de test van Wada. Ook in zogeheten splitbrainonderzoeken zijn soortgelijke resultaten gevonden. Dit hangt samen met het feit dat (bij de meeste rechtshandigen) de taalgebieden (zoals het centrum van Wernicke en het centrum van Broca) gelegen zijn in de linkerhersenhelft. Voor taalbegrip lijken de resultaten minder eenduidig dan voor taalproductie. Hoewel de rechterhersenhelft minder goed grammaticaal complexe zinnen begrijpt, kan hij wel eenvoudige zinnen en woorden begrijpen, en is hij zelfs superieur in het interpreteren van prosodie (de intonatie van gesproken woorden en zinnen) 
- Gezichtsherkenning

Bij de meeste personen is de rechterhersenhelft beter in het herkennen of benoemen van gezichten of gelaatsexpressies. 
- Aandacht

Visueel-ruimtelijke aandachtsfuncties (het richten van aandacht op voorwerpen in het linker- of rechtergezichtsveld) blijken sterker met gebieden in de rechter- dan linkerhersenhelft te zijn geassocieerd. Laesies van de rechter pariëtale kwab leiden bijvoorbeeld vaak tot neglect (halfzijdige verwaarlozing). Deze (en de hiervoor genoemde) gegevens bevestigen het idee dat de rechterhemisfeer superieur is in visueel-ruimtelijke taken of tests. 
- Geheugen

Ook geheugenfuncties blijken een zekere mate van lateraliteit te vertonen. Door onderzoekers als Tulving en Cabeza is met behulp van PET en fMRI vastgesteld dat over een groot aantal verschillende taken de linker prefrontale schors en de hippocampus actief waren bij het opslaan (coderen/inprenten) van informatie, terwijl de rechter prefrontale schors meer actief was bij terugzoeken (retrieval) van informatie. Het betrof hier in de meeste gevallen episodische geheugentaken. Voor dit verschijnsel heeft Tulving het acroniem HERA (Hemispheric Encoding-Retrieval Asymmetry) bedacht. Een ander verschil dat gevonden is voor de prefrontale schors betrof dat tussen verbale en niet-verbale (ruimtelijke) werkgeheugentaken. Links was meer actief in verbale geheugentaken en rechts in ruimtelijke geheugentaken (zie ook D'Esposito).
- Bewustzijn

De linkerhersenhelft blijkt bij veel mensen verbonden te zijn met taalfuncties en het vermogen om logische conclusies te trekken. Vanuit dit standpunt gezien, is het waarschijnlijk dat linker- en rechterhelft ook verschillen in bewustzijnsfuncties.  'Denken over' onze indrukken en ervaringen vormt een belangrijk aspect van bewustzijn. Vanuit deze zienswijze concludeerde de Amerikaanse neuroloog Gazzaniga dat vooral de linkerhersenhelft met bewustzijn is geassocieerd.

## Emoties
Voor het idee dat in het algemeen emoties met de rechterhersenhelft en verstand met de linkerhersenhelft is verbonden, bestaat vooralsnog geen duidelijk bewijs. Waarschijnlijker is dat emotionele ervaringen afhankelijk zijn van een netwerk van verbindingen tussen zowel de linker- als rechterhersenhelften.  Wél zijn er aanwijzingen dat bepaalde aspecten van emoties door de hersenhelften verschillend worden verwerkt. Zo is er bewijs gevonden dat de rechterhersenhelft gespecialiseerd is in het begrijpen van emoties. Dit blijkt onder andere uit onderzoek met stimulusmateriaal als prosodie (emotionele intonatie in taal) en gelaatsexpressies van emoties. Ook is o.a. door Gainotti vastgesteld dat er een verschil bestaat in de verwerking van stemming tussen patiënten met beschadiging van de linkerhemisfeer en patiënten met beschadiging van de rechterhemisfeer.  Uit deze studies is bovendien gebleken dat de rechterhersenhelft belangrijk is voor de mediatie van negatieve gevoelens en de linkerhersenhelft voor de mediatie van positieve gevoelens. Uit PET-studies blijkt bijvoorbeeld dat depressieve patiënten minder activatie vertonen in de linker frontale schors dan controleproefpersonen. Welke mechanismen in de hersenen aan deze verschillen ten grondslag liggen is nog niet helemaal duidelijk.

## Communicatie tussen hersenhelften
De communicatie tussen hersenhelften vindt grotendeels plaats via verbindingen van de hersenbalk. Bij het doorsnijden van deze verbindingen, zoals bij splitbrainpatiënten het geval is, wordt deze opgeheven, en fungeren de hersenhelften min of meer autonoom. Er is veel gespeculeerd over de wijze waarop de beide hersenhelften nu precies met elkaar communiceren. In principe kunnen twee hoofdvormen van communicatie worden onderscheiden: competitie of coöperatie. Competitie kan bijvoorbeeld inhouden dat als één hersenhelft actief is, de activiteit van de andere hersenhelft automatisch wordt onderdrukt. Zo is wel gesuggereerd dat de primaire taak van de hersenbalk die van inhibitie is. Competitie lijkt voor de hand te liggen in situaties waarbij gebieden in beide hersenhelften even goed in staat zijn dezelfde taak uit te voeren.  Daarentegen lijkt coöperatie waarschijnlijker in situaties waarbij een taak een beroep doet op deelfuncties, waarvoor elke hersenhelft een eigen specialisatie heeft ontwikkeld. Zo is het bijvoorbeeld denkbaar dat een bepaalde cognitieve taak zowel een beroep doet op zowel het visuele voorstellingsvermogen (rechterhersenhelft) als op taalfuncties (linkerhersenhelft). In dit geval moet de taak worden uitgevoerd door een netwerk waarbij de verbindingen tussen de beide hersenhelften zorg dragen voor informatieoverdracht tussen de gespecialiseerde gebieden in respectievelijk de rechter- en linkerhersenhelft. Door de trage informatieoverdracht via de hersenbalk, lijkt het echter waarschijnlijk dat een dergelijk netwerk niet optimaal zal functioneren.

## Mythevorming
De  verschillen tussen rechter- en linkerhersenhelften worden soms wat overdreven voorgesteld. Een voorbeeld zijn gepopulariseerde artikelen waarin verschillen tussen de linker- en rechterhersenhelften worden omschreven als: 'Yin versus Yang', 'mannelijk-rationeel' versus 'vrouwelijk-intuïtief'. Ook worden de aangetoonde verschillen soms als te absoluut voorgesteld. Dat hangt misschien samen met het feit dat tijdschriftredacties de neiging hebben eerder studies die een verschil tussen de beide hersenhelften hebben gevonden te publiceren, dan studies waarin geen verschil is gevonden. Feit is dat hemisferische specialisatie van cognitieve functies (inclusief taalfuncties) eerder relatief dan absoluut is. Dat betekent dat elke hersenhelft in staat is diverse taken (ook die waarin hij niet gespecialiseerd is) uit te voeren. Het betekent ook dat bij ernstige beschadiging van een hersenhelft (bijvoorbeeld na een attaque) de andere hersenhelft de aangetaste functie voor een deel kan compenseren of 'overnemen'.

## Lateraliteit bij dieren
Tot aan de jaren 1980 werd algemeen aangenomen dat populatiewijde lateraliteit, met name in zijn meest duidelijke manifestaties als rechtshandigheid en gelokaliseerd taalvermogen, een unieke eigenschap was van de mens. Sindsdien is onderzoek verschenen waaruit gelijkaardige systematische asymmetrieën naar voren komen bij andere diersoorten, vooral maar niet uitsluitend bij primaten.